# Het vliegtuig dat zijn piloten vermoordde
Het vliegtuig dat zijn piloten vermoordde (Frans:   L'Avion qui tuait ses pilotes) is het tweede album uit de Franco-Belgische strip spin-off Tanguy en Laverdure Classic.
Het scenario van de strip is van de in 1989 overleden Jean-Michel Charlier en is een bewerking van zijn roman uit 1971 L'avion qui Tuait ses Pilotes. Dit is het tweede deel van een tweeluik samen met De bedreigde Mirage F1. De strip is niet als volgend nummer in de originele reeks uitgebracht maar onder de noemer Classic omdat het verhaal zich afspeelt begin jaren zeventig, terwijl de originele strip de opschuivende tijdlijn volgt.

## Het verhaal
Na de dood van Ruggieri wordt ontdekt dat het vliegtuig gesaboteerd werd. Het lijkt erop dat een van de piloten zelf verantwoordelijk is voor de sabotage. Er wordt besloten om dit niet te melden maar rond te strooien dat het vliegtuig crashte door een fout van Ruggieri zelf. Michel laat de hangar waarin het vliegtuig staat door camera's bewaken. Er wordt bij controle een bom ontdekt in het vliegtuig waarvan men niet kan achterhalen wie die geplaatst heeft. Men besluit om dit niet te melden zodat na de vlucht waarbij het vliegtuig niet ontploft dat de dader deze bom terug komt halen. Stinson wordt betrapt als hij de bom komt halen, maar hij beweert een telefoon gehad te hebben van iemand die zei dat er een bom verstopt was in het vliegtuig. Stinson wordt niet geloofd en wordt ingerekend. Lübbe, de Duitse piloot gelooft Stinson echter wel en volgt de Zuid-Afrikaanse piloot Jorgens. Hij wordt door Jorgens ontdekt die een ongeluk met zijn wagen ensceneert.
Lübbe had echter met Stinson gesproken hierover en Stinson wijst Jorgens als dader aan terwijl die in de lucht is. Hij probeert te vluchten, maar een gewapende Michel kan hem onderscheppen en hem terug naar de luchtbasis leiden. Lübbe heeft het ongeluk overleefd.